# Enaria biapicata
Enaria biapicata är en skalbaggsart som beskrevs av Leon Fairmaire 1901. Enaria biapicata ingår i släktet Enaria och familjen Melolonthidae. Inga underarter finns listade i Catalogue of Life.